# Pixar
Pixar je američki filmski studio koji producira računalno animirane (CGI) filmove. U početku su bili partneri s Disneyjem, a sada je Disney vlasnik studija. Pixar je 1979. bio jedan od studija LucasFilma, da bi ga 1986. kupio Steve Jobs za 10 milijuna američkih dolara, a kasnije The Walt Disney Company za višestruko veći iznos.
Svih jedanaest Pixarovih filmova od 2001. godine dobilo je nominacije za Oscara za najbolji animirani film. Devet ih je dobilo Oscara: Potraga za Nemom, Izbavitelji, Juhu-hu, WALL-E, Nebesa, Priča o igračkama 3, Merida hrabra, Izvrnuto obrnuto i Coco i velika tajna.
Nebesa je prvi animirani Pixarov film nominiran i za najbolji film, što je tek drugi put u povijesti da neki animirani film dobiva ovakvu vrstu nominacije.

## Dugometražni animirani filmovi
Svi filmovi su sinkronizirani na hrvatski jezik.
| Godina | Ime filma*               | Redatelj                       | Scenaristi | Producent                             | Izvršni producent                                        | Skladatelj                |
| ------ | ------------------------ | ------------------------------ | --- | ------------------------------------- | -------------------------------------------------------- | ------------------------- |
| 1995.  | Priča o igračkama        | John Lasseter                  | Joel Cohen, Pete Docter, Lasseter, Joe Ranft, Alec Sokolow, Andrew Stanton i Joss Whedon                               | Bonnie Arnold i Ralph Guggenheim      | Edwin Catmull i Steve Jobs                               | Randy Newman              |
| 1998.  | Život buba               | John Lasseter                  | Lasseter, Donald McEnery, Joe Ranft, Bob Shaw i Andrew Stanton                                                         | Darla K. Anderson i Kevin Reher       |                                                          | Randy Newman              |
| 1999.  | Priča o igračkama 2      | John Lasseter                  | Ash Brannon, Doug Chamberlin, Pete Docter, Rita Hsiao, Lasseter, Andrew Stanton i Chris Webb                           | Karen Robert Jackson i Helene Plotkin | Sarah McArthur                                           | Randy Newman              |
| 2001.  | Čudovišta iz ormara      | Pete Docter                    | Jill Culton, Docter, Ralph Eggleston, Dan Gerson, Jeff Pidgeon i Andrew Stanton                                        | Darla K. Anderson                     | John Lasseter i Stanton                                  | Randy Newman              |
| 2003.  | Potraga za Nemom         | Andrew Stanton                 | Bob Peterson, David Reynolds i Stanton                                                                                 | Graham Walters                        | John Lasseter                                            | Thomas Newman             |
| 2004.  | Izbavitelji              | Brad Bird                      | Brad Bird | John Walker                           | John Lasseter                                            | Michael Giacchino         |
| 2006.  | Auti                     | John Lasseter                  | Dan Fogelman, Jorgen Klubien, Lasseter, Phil Lorin, Kiel Murray i Joe Ranft                                            | Darla K. Anderson                     |                                                          | Randy Newman              |
| 2007.  | Juhu-hu                  | Brad Bird                      | Bird, Jim Capobianco i Jan Pinkava                                                                                     | Brad Lewis                            | John Lasseter i Andrew Stanton                           | Michael Giacchino         |
| 2008.  | WALL-E                   | Andrew Stanton                 | Pete Docter, Jim Reardon i Stanton                                                                                     | Jim Morris                            | John Lasseter                                            | Thomas Newman             |
| 2009.  | Nebesa                   | Pete Docter                    | Docter, Bob Peterson i Tom McCarthy                                                                                    | Jonas Rivera                          | John Lasseter i Andrew Stanton                           | Michael Giacchino         |
| 2010.  | Priča o igračkama 3      | Lee Unkrich                    | Michael Arndt, John Lasseter, Andrew Stanton i Unkrich                                                                 | Darla K. Anderson                     | John Lasseter                                            | Randy Newman              |
| 2011.  | Auti 2                   | John Lasseter                  | Dan Fogelman, Lasseter, Brad Lewis i Ben Queen                                                                         | Denise Ream                           |                                                          | Michael Giacchino         |
| 2012.  | Merida hrabra            | Mark Andrews i Brenda Chapman  | Andrews, Chapman, Irene Mecchi i Steve Purcell                                                                         | Katherine Sarafian                    | John Lasseter, Pete Docter i Andrew Stanton              | Patrick Doyle             |
| 2013.  | Čudovišta sa sveučilišta | Dan Scanlon                    | Robert L. Baird, Dan Gerson i Scanlon                                                                                  | Kori Rae                              | Pete Docter, John Lasseter, Andrew Stanton i Lee Unkrich | Randy Newman              |
| 2015.  | Izvrnuto obrnuto         | Pete Docter                    | Josh Cooley, Ronnie del Carmen, Docter i Meg LeFauve                                                                   | Jonas Rivera                          | John Lasseter i Andrew Stanton                           | Michael Giacchino         |
| 2015.  | Dobar dinosaur           | Peter Sohn                     | Erik Benson, Meg LeFauve, Kelsey Mann, Bob Peterson i Sohn                                                             | Denise Ream                           | John Lasseter, Andrew Stanton i Lee Unkrich              | Jeff i Mychael Danna      |
| 2016.  | Potraga za Dorom         | Andrew Stanton                 | Stanton i Victoria Strouse                                                                                             | Lindsey Collins                       | John Lasseter                                            | Thomas Newman             |
| 2017.  | Auti 3                   | Brian Fee                      | Fee, Kiel Murray, Bob Peterson, Eyal Podell, Ben Queen, Mike Rich i Jonathon E. Stewart                                | Kevin Reher                           | John Lasseter                                            | Randy Newman              |
| 2017.  | Coco i velika tajna      | Lee Unkrich                    | Matthew Aldrich, Jason Katz, Adrian Molina i Unkrich                                                                   | Darla K. Anderson                     | John Lasseter                                            | Michael Giacchino         |
| 2018.  | Izbavitelji 2            | Brad Bird                      | Brad Bird | Nicole Paradis Grindle i John Walker  | John Lasseter                                            | Michael Giacchino         |
| 2019.  | Priča o igračkama 4      | Josh Cooley                    | Cooley, Stephany Folsom, Martin Hynes, Rashida Jones, John Lasseter, Valerie LaPointe, Will McCormack i Andrew Stanton | Mark Nielsen i Jonas Rivera           | Pete Docter, Stanton i Lee Unkrich                       | Randy Newman              |
| 2020.  | Naprijed                 | Dan Scanlon                    | Dan Scanlon, Jason Headley, Keith Bunin                                                                                | Kori Rae                              | Pete Docter                                              | Mychael Danna Jeff Danna  |
| 2020.  | Duša                     | Pete Docter                    | Peter Docter, Mike Jones i Kemp Powers                                                                                 | Dana Murray                           | Kiri Hart i Dan Scanlon                                  | Trent Reznor Atticus Ross |
| 2021.  | Luka                     | Enrico Casarosa                | Jesse Andrews i Mike Jones                                                                                             | Andrea Warren                         | Pete Docter, Kiri Hart i Peter Sohn                      | Dan Romer                 |
| 2022.  | Crvena panda             | Domee Shi                      | Julia Cho & Shi | Lindsey Collins                       | Pete Docter, Dan Scanlon                                 | Ludwig Göransson          |
| 2022.  | Svjetlosni               | Angus MacLane                  | Pete Docter | Galyn Susman                          | Pete Docter                                              | Michael Giacchino         |
| 2023.  | Elementi                 | Peter Sohn                     | John Hoberg, Kat Likkel, Brenda Hsueh Denise Ream                                                                      | Denise Ream                           |                                                          | Thomas Newman             |
| 2024.  | Izvrnuto obrnuto 2       | Kelsey Mann                    | Meg LeFauve | Mark Nielsen                          |                                                          |                           |
| 2025.  | Elio                     | Domee Shi & Madeline Sharafian | | Mary Alice Drumm                      |                                                          |                           |
| 2026.  | Hoopers                  | Daniel Chong                   | | Mary Alice Drumm                      |                                                          |                           |
| 2026.  | Priča o igračkama 5      | Andrew Stanton                 | |                                       |                                                          |                           |
| 2027.  | Izbavitelji 3            | Brad Bird                      | |                                       |                                                          |                           |

## Vanjske poveznice
- Službena stranica